# Shefali Chowdhury
Shefali Chowdhury (Denbigh, 20 giugno 1988) è un'attrice gallese di origini bengalesi.
È nota per aver interpretato il ruolo di Calì Patil in alcuni film della saga di Harry Potter.

## Filmografia
- Kannathil Muthamittal (2002)
- Harry Potter e il calice di fuoco (2005)
- Harry Potter e l'Ordine della Fenice (2007)
- Harry Potter e il principe mezzosangue (2009)
- Harry Potter e i Doni della Morte - Parte 2 (2011)
- I Am the Doorway (2015)
- Heist: Jane (2015)

## Doppiaggio
- Harry Potter e l'Ordine della Fenice (2007)